# Geum intermedium
Geum intermedium är en rosväxtart som beskrevs av Jakob Friedrich Ehrhart. Geum intermedium ingår i släktet nejlikrotsläktet, och familjen rosväxter. Inga underarter finns listade i Catalogue of Life.